# Piotr Maurycy Glayre
Piotr Maurycy Glayre (ur. 25 lipca 1743 w Romainmôtier, zm. 26 marca 1819 w Lozannie) – polski dyplomata, z pochodzenia Szwajcar.

## Życiorys
Gdy w 1766 roku Franciszek Rzewuski pojechał do Petersburga jako poseł RP, Glayre pojechał jako sekretarz Rzewuskiego. Do rosyjskiej stolicy dotarli w połowie czerwca. W styczniu 1767 Rzewuski poprosił o dymisję (formalnie o urlop) i wyjechał pozostawiając Glayre’a w Petersburgu jako swego zastępcę.
W 1777 roku Stanisław August Poniatowski wysłał go, by nawiązał w jego imieniu stałe kontakty z Francją. Oficjalnie przyczyną jego misji był zakup mebli dla pałacu królewskiego. Wobec protestu Rosji jego misja została przerwana, a Glayre powrócił do Warszawy. W 1788 został kawalerem Orderu Świętego Stanisława.
W 1784 roku był mistrzem katedralnym loży wolnomularskiej Tarcza Północna.